# Кабанак е Вилагрен
Кабанак е Вилагрен (фр. Cabanac-et-Villagrains) насеље је и општина у југозападној Француској у региону Аквитанија, у департману Жиронда која припада префектури Бордо.
По подацима из 2011. године у општини је живело 2124 становника, а густина насељености је износила 30,78 становника/km². Општина се простире на површини од 69 km². Налази се на средњој надморској висини од 48 метара (максималној 77 m, а минималној 22 m).

## Демографија
| 1962. | 1968. | 1975. | 1982. | 1990. | 1999. | 2011. |
| ----- | ----- | ----- | ----- | ----- | ----- | ----- |
| 825   | 895   | 808   | 930   | 1.123 | 1.437 | 2.124 |

График промене броја становника у току последњих година